# Live/Dead
| Recensione                    | Giudizio |
| ----------------------------- | -------- |
| AllMusic                      | [ 1 ]    |
| The Village Voice             | A+       |
| Encyclopedia of Popular Music | [ 3 ]    |
| Piero Scaruffi                | [ 4 ]    |

Live/Dead fu il primo album live in doppio LP pubblicato dai californiani Grateful Dead dalla Warner Bros..

## Il disco
Il gruppo, che verrà poi ricordato per le leggendarie performance dal vivo e per le lunghe jam session, intese come forma di improvvisazione corale capace di travalicare i confini della canzone, non aveva ancora mai inciso un album live. Le registrazioni provengono da concerti svoltisi nel 1969. Solo un brano viene ripreso dagli album precedenti, Saint Stephen, tratto da Aoxomoxoa, mentre Dark Star, che con i suoi 23 minuti occupa tutta la prima facciata del disco, era già stata pubblicata come singolo nel 1968: è riconosciuta come il manifesto del pensiero della band e simbolo di tutta una stagione musicale.
In una lista dei 500 migliori album pubblicata dalla rivista Rolling Stone nel 2003, Live/Dead compare alla posizione numero 244.

## Copertina
La copertina del disco originale, disegnata da R.D. Thomas, ha stampato su un lato "Live" mentre sul retro ha "Dead" in caratteri cubitali divisi in modo che la parte superiore della parola possa essere letta come "acid".

## Tracce

### Disco 1

#### Lato A
1. Dark Star - 23:19

#### Lato B
1. Saint Stephen - 6:32
2. The Eleven - 9:19

### Disco 2

#### Lato A
1. Turn on Your Lovelight - 15:05

#### Lato B
1. Death Don't Have No Mercy - 10:28
2. Feedback - 7:49
3. And We Bid You Goodnight - 0:37

#### Presenti sulla riedizione in CD del 2001
1. Dark Star - 2:44 (studio edition; ghost track)
2. WB commercial - 1:00 (pubblicità dell'epoca per il disco; ghost track)

## Formazione
- Jerry Garcia — chitarra elettrica, voce
- Phil Lesh — basso, voce
- Bob Weir — chitarra elettrica, voce
- Mickey Hart — percussioni, batteria
- Bill Kreutzmann — batteria, percussioni
- Tom Constanten (T.C.) — tastiere
- Ron "Pigpen" McKernan — voce; organo in Death Don't Have No Mercy

## Classifiche
| Classifica (2021) | Posizione massima |
| ----------------- | ----------------- |
| Grecia            | 45                |